# Planetary Society

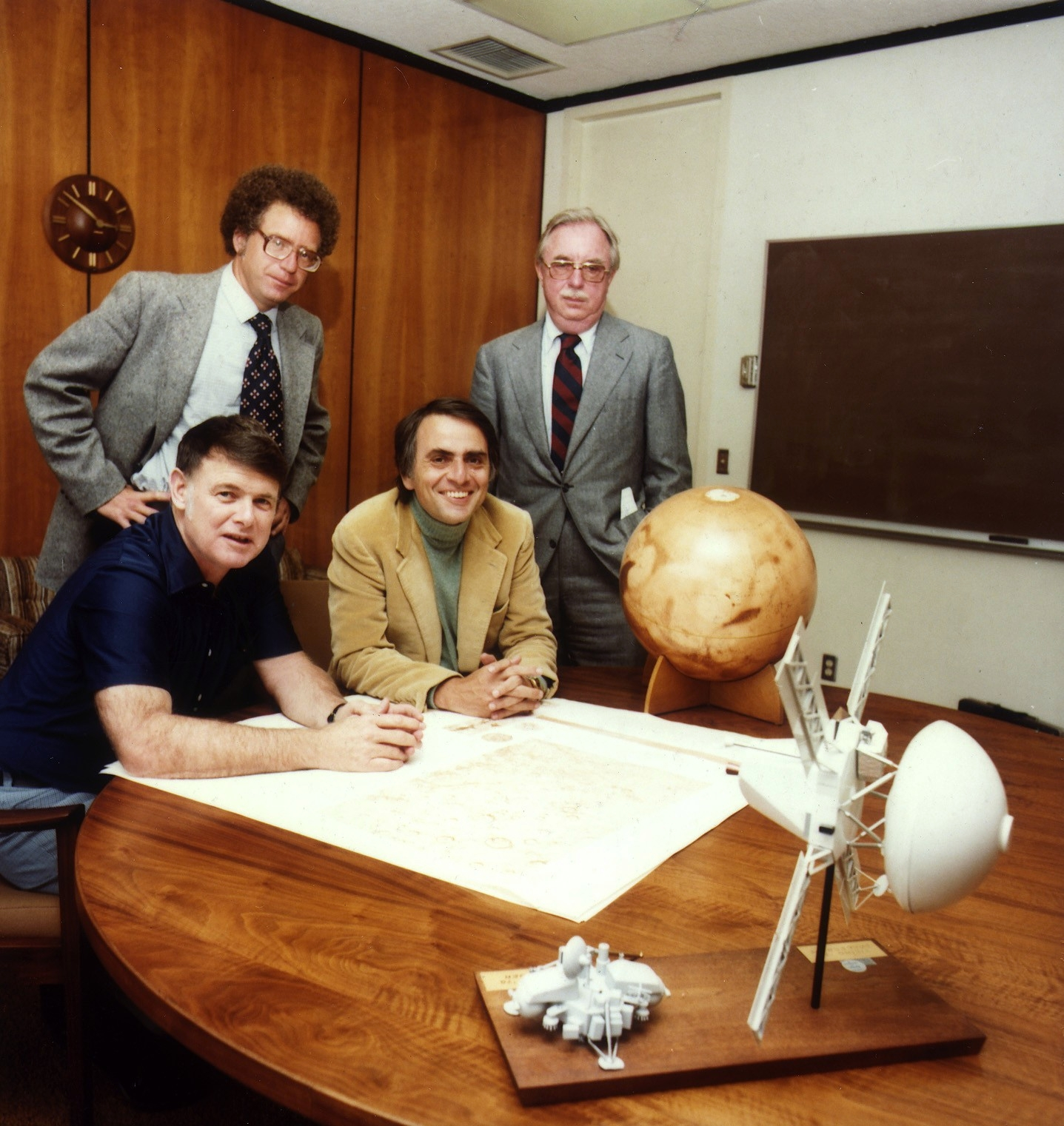
L'atto fondativo nel 1980

La Planetary Society è un'organizzazione no-profit fondata nel 1980 da Carl Sagan, Bruce C. Murray e Louis Friedman con la missione di ispirare i popoli della Terra ad esplorare altri mondi, comprendere il nostro, e cercare vita altrove. L'organizzazione non afferisce ad alcuno stato e unica fonte di finanziamento sono i contributi dei suoi membri.

## Caratteristiche

### Iniziative
La Planetary Society promuove iniziative che aspirano a:
- stimolare l'interesse del grande pubblico sulle sonde spaziali semi-automatiche in fase operativa nell'esplorazione del sistema solare;
- diffondere le informazioni su quanto scoperto durante tali missioni, attraverso congressi periodici, la radio, il mensile e il sito web dell'associazione; ed infine,
- agire come gruppo di pressione sui Governi per chiedere maggiori finanziamenti alle rispettive agenzie spaziali (ed a volte sulle agenzie spaziali stesse per incoraggiare il finanziamento di missioni di particolare rilevanza scientifica).

### Attività recenti
Negli ultimi anni, le attività dell'associazione si sono concentrate su:
- promozione dell'avventura umana su Marte;
- ricerca, identificazione ed esplorazione dei near-Earth object (NEO);
- sviluppo di sistemi di sorveglianza e di metodologie che possano localizzare il luogo e l'entità dell'eventuale impatto di un asteroide con il nostro pianeta;
- sviluppo di tecnologie propulsive innovative, in particolare lo sviluppo di una vela solare (LightSail);
- la promozione del progetto SETI e di missioni che possano determinare l'esistenza di forme di vita extraterrestre.

#### Il DVD sulla sonda Phoenix
L'associazione Planetary Society ha composto un DVD che è stato agganciato sul lander Phoenix, atterrato su Marte nel 2008, contenente una collezione multimediale di letteratura e di arte che riguarda il pianeta rosso chiamata Visions from Mars. Tra le opere sono stati inclusi il testo de La Guerra dei Mondi di H.G. Wells (e la famigerata trasmissione radio di Orson Welles), Mars as the Abode of Life di Percival Lowell con una mappa dei canali di Marte, le Cronache marziane di Ray Bradbury e Green Mars di Kim Stanley Robinson. Sono anche presenti dei messaggi destinati ai futuri visitatori marziani, tra cui quelli scritti da Sagan stesso e Arthur C. Clarke. Nell'autunno 2006, la Planetary Society ha anche raccolto circa 250000 nomi inviati attraverso internet. Il DVD è costituito di un particolare materiale che è stato pensato per resistere alle condizioni climatiche di Marte, in modo da conservare per centinaia (e forse migliaia) di anni i dati.